# Shelter from the Storm
Shelter from the Storm är en låt skriven och lanserad av Bob Dylan på albumet Blood on the Tracks 1975. Låten spelades in i New York i september 1974, och var en av låtarna som behölls i sin nuvarande form då Dylan spelade in några av albumets andra låtar på nytt i december samma år. Som många av låtarna på albumet behandlar den förlorad kärlek, och att inte veta vad man har förrän man förlorat det. Musikaliskt är låten sparsmakat och akustiskt uppbyggd med några få ackord. Den finns med på två av Dylans livealbum, Hard Rain (1976) och At Budokan (1978). Den finns även med på samlingsskivan The Essential Bob Dylan (2000). På soundtracket till filmen Jerry Maguire finns en alternativ version av låten med.
Manfred Mann's Earth Band spelade i en cover av låten till albumet Soft Vengeance.